# Rosario Giannetta
Rosario Giannetta est un footballeur français né le 7 août 1964 à Reims (Marne). 

## Biographie
De petite taille (1,65 m pour 63 kg), ce milieu de terrain est l'un des joueurs les plus assidus du Stade de Reims, avec 178 matchs joués en championnat avec l'équipe première. 
Il participe au sauvetage du club et y revient même jouer en Division d'Honneur. 
Il est le frère cadet de Gérardo Giannetta et Tony Giannetta, deux autres joueurs stadistes.

## Carrière de joueur
- 1983-1989 :  Stade de Reims (134 matchs et 19 buts en division 2)
- 1989-1990 :  ECAC Chaumont (30 matchs et 1 but en Division 2)
- 1991-1992 :  Saint-Quentin (31 matchs et 4 buts en Division 2)
- 1992-1993 :  Cercle Dijon (en Division 3)
- 1993-1995 :  Stade de Reims (17 matchs et 5 buts en DH, 27 matchs et 1 but en National 3)[1]